# Ю Сан Чхоль
Ю Сан Чхоль (кор. 유상철; 18 жовтня 1971, Сеул, Південна Корея — 7 червня 2021, там само) — колишній південнокорейський футболіст, що грав на позиції півзахисника. По завершенні ігрової кар'єри — тренер.
Виступав за національну збірну Південної Кореї. Дворазовий чемпіон Японії.

## Клубна кар'єра
У дорослому футболі дебютував 1994 року виступами за команду клубу «Ульсан Хьонде», в якій провів чотири сезони, взявши участь у 75 матчах чемпіонату.
Своєю грою за цю команду привернув увагу представників тренерського штабу клубу «Йокогама Ф. Марінос», до складу якого приєднався 1999 року. Відіграв за команду з Йокогами наступний сезон своєї ігрової кар'єри. Більшість часу, проведеного у складі «Йокогама Ф. Марінос», був основним гравцем команди.
Згодом з 2001 по 2003 рік грав у складі команд клубів «Касіва Рейсол» та «Ульсан Хьонде».
2003 року повернувся до клубу «Йокогама Ф. Марінос». Цього разу провів у складі його команди один сезон. Граючи у складі «Йокогама Ф. Марінос» здебільшого виходив на поле в основному складі команди. З цією командою двічі вигравав чемпіонат Японії.
Завершив професійну ігрову кар'єру у клубі «Ульсан Хьонде», у складі якого вже виступав раніше. Прийшов до команди 2005 року, захищав її кольори до припинення виступів на професійному рівні у 2006.

## Виступи за збірну
1994 року дебютував в офіційних матчах у складі національної збірної Південної Кореї. Протягом кар'єри у національній команді, яка тривала 12 років, провів у формі головної команди країни 124 матчі, забивши 18 голів.
У складі збірної був учасником кубка Азії з футболу 1996 року в ОАЕ, чемпіонату світу 1998 року у Франції, розіграшу Золотого кубка КОНКАКАФ 2000 року у США, кубка Азії з футболу 2000 року у Лівані, на якому команда здобула бронзові нагороди, розіграшу Кубка конфедерацій 2001 року в Японії і Південній Кореї, розіграшу Золотого кубка КОНКАКАФ 2002 року у США, чемпіонату світу 2002 року в Японії і Південній Кореї.

## Кар'єра тренера
Розпочав тренерську кар'єру, повернувшись до футболу після невеликої перерви, 2011 року, очоливши на один сезон тренерський штаб клубу «Теджон Сітізен». Наразі досвід тренерської роботи обмежується цим клубом.
| Дата       | Місто        | Господарі          | Результат             | Гості             | Турнір                                | Голи | Примітки |
| ---------- | ------------ | ------------------ | --------------------- | ----------------- | ------------------------------------- | ---- | -------- |
| 11-9-1994  | Каннин       | Південна Корея     | 1 – 0                 | Україна           | товариський матч                      | -    |          |
| 13-9-1994  | Сеул         | Південна Корея     | 2 – 0                 | Україна           | товариський матч                      | -    |          |
| 19-9-1994  | Сеул         | Південна Корея     | 0 – 0                 | ОАЕ               | товариський матч                      | -    |          |
| 1-10-1994  | Ономіті      | Південна Корея     | 11 – 0                | Непал             | Азійські ігри 1994                    | -    |          |
| 5-10-1994  | Хіросіма     | Південна Корея     | 2 – 1                 | Оман              | Азійські ігри 1994                    | -    | 45'      |
| 7-10-1994  | Мійосі       | Південна Корея     | 0 – 1                 | Кувейт            | Азійські ігри 1994                    | -    |          |
| 11-10-1994 | Хіросіма     | Японія             | 2 – 3                 | Південна Корея    | Азійські ігри 1994                    | -    |          |
| 13-10-1994 | Хіросіма     | Узбекистан         | 1 – 0                 | Південна Корея    | Азійські ігри 1994                    | -    |          |
| 15-10-1994 | Хіросіма     | Кувейт             | 2 – 1                 | Південна Корея    | Азійські ігри 1994                    | -    |          |
| 19-2-1995  | Гонконг      | КНР                | 0 – 0                 | Південна Корея    | Кубок Династії 1995                   | -    |          |
| 21-2-1995  | Гонконг      | Південна Корея     | 1 – 1                 | Японія            | Кубок Династії 1995                   | -    |          |
| 23-2-1995  | Гонконг      | Гонконг            | 2 – 3                 | Південна Корея    | Кубок Династії 1995                   | -    |          |
| 26-2-1995  | Гонконг      | Японія             | 2 – 2 д.ч. (5-3 п.п.) | Південна Корея    | Кубок Династії 1995                   | -    |          |
| 5-6-1995   | Сувон        | Південна Корея     | 1 – 0                 | Коста-Рика        | Кубок Президента 1995                 | -    | 52' 67'  |
| 10-6-1995  | Сеул         | Південна Корея     | 2 – 3                 | Замбія            | Кубок Президента 1995                 | -    | 61'      |
| 12-8-1995  | Сувон        | Південна Корея     | 2 – 3                 | Бразилія          | товариський матч                      | -    | 74'      |
| 31-10-1995 | Сеул         | Південна Корея     | 1 – 1                 | Саудівська Аравія | товариський матч                      | -    |          |
| 30-4-1996  | Тель-Авів    | Ізраїль            | 4 – 5                 | Південна Корея    | товариський матч                      | 1    | 64'      |
| 26-11-1996 | Гуанчжоу     | КНР                | 2 – 3                 | Південна Корея    | Щорічний матч Корея-Китай             | -    | 57'      |
| 7-12-1996  | Абу-Дабі     | Південна Корея     | 4 – 2                 | Індонезія         | Кубок Азії 1996 - 1-й етап            | -    | 46'      |
| 10-12-1996 | Абу-Дабі     | Кувейт             | 2 – 0                 | Південна Корея    | Кубок Азії 1996 - 1-й етап            | -    | 31'      |
| 16-12-1996 | Дубай        | Південна Корея     | 2 – 6                 | Іран              | Кубок Азії 1996 - чвертьфінал         | -    |          |
| 18-1-1997  | Мельбурн     | Південна Корея     | 1 – 0                 | Норвегія          | Турнір Opus                           | -    |          |
| 22-1-1997  | Брисбен      | Австралія          | 2 – 1                 | Південна Корея    | Турнір Opus                           | -    | 87'      |
| 25-1-1997  | Сідней       | Південна Корея     | 3 – 1                 | Нова Зеландія     | Турнір Opus                           | 1    |          |
| 22-2-1997  | Гонконг      | Гонконг            | 0 – 2                 | Південна Корея    | Відбір до ЧС 1998                     | -    |          |
| 2-3-1997   | Бангкок      | Таїланд            | 1 – 3                 | Південна Корея    | Відбір до ЧС 1998                     | -    |          |
| 23-4-1997  | Пекін        | КНР                | 0 – 2                 | Південна Корея    | Щорічний матч Корея-Китай             | -    |          |
| 21-5-1997  | Токіо        | Японія             | 1 – 1                 | Південна Корея    | товариський матч                      | 1    |          |
| 28-5-1997  | Теджон       | Південна Корея     | 4 – 0                 | Гонконг           | Відбір до ЧС 1998                     | 1    |          |
| 1-6-1997   | Сеул         | Південна Корея     | 0 – 0                 | Таїланд           | Відбір до ЧС 1998                     | -    |          |
| 12-6-1997  | Сеул         | Південна Корея     | 3 – 1                 | Єгипет            | Кубок Кореї 1997                      | 1    |          |
| 14-6-1997  | Сувон        | Південна Корея     | 3 – 0                 | Гана              | Кубок Кореї 1997                      | -    | 63'      |
| 16-6-1997  | Сеул         | Південна Корея     | 1 – 1                 | Югославія         | Кубок Кореї 1997                      | -    | 46'      |
| 10-8-1997  | Сеул         | Південна Корея     | 1 – 2                 | Бразилія          | товариський матч                      | -    |          |
| 24-8-1997  | Тегу         | Південна Корея     | 4 – 1                 | Таджикистан       | товариський матч                      | 1    |          |
| 12-9-1997  | Сеул         | Південна Корея     | 2 – 1                 | Узбекистан        | Відбір до ЧС 1998                     | 1    |          |
| 28-9-1997  | Токіо        | Японія             | 1 – 2                 | Південна Корея    | Відбір до ЧС 1998                     | -    | 55'      |
| 4-10-1997  | Сеул         | Південна Корея     | 3 – 0                 | ОАЕ               | Відбір до ЧС 1998                     | 1    | 84'      |
| 11-10-1997 | Алмати       | Казахстан          | 1 – 1                 | Південна Корея    | Відбір до ЧС 1998                     | -    |          |
| 18-10-1997 | Ташкент      | Узбекистан         | 1 – 5                 | Південна Корея    | Відбір до ЧС 1998                     | 1    |          |
| 1-11-1997  | Сеул         | Південна Корея     | 0 – 2                 | Японія            | Відбір до ЧС 1998                     | -    |          |
| 9-11-1997  | Абу-Дабі     | ОАЕ                | 1 – 3                 | Південна Корея    | Відбір до ЧС 1998                     | -    | 58'      |
| 27-1-1998  | Бангкок      | Єгипет             | 0 – 2                 | Південна Корея    | Кубок Короля 1998                     | -    | 60'      |
| 29-1-1998  | Бангкок      | Таїланд            | 0 – 2                 | Південна Корея    | Кубок Короля 1998                     | -    |          |
| 31-1-1998  | Бангкок      | Південна Корея     | 1 – 1 д.ч. (5-4 п.п.) | Єгипет            | Кубок Короля 1998                     | -    | 46'      |
| 7-2-1998   | Окленд       | Нова Зеландія      | 0 – 1                 | Південна Корея    | товариський матч                      | -    |          |
| 11-2-1998  | Сідней       | Австралія          | 3 – 1                 | Південна Корея    | товариський матч                      | -    |          |
| 1-3-1998   | Йокогама     | Японія             | 2 – 1                 | Південна Корея    | Кубок Династії 1998                   | -    |          |
| 4-3-1998   | Йокогама     | Південна Корея     | 2 – 1                 | КНР               | Кубок Династії 1998                   | -    | 80'      |
| 7-3-1998   | Токіо        | Південна Корея     | 1 – 0                 | Гонконг           | Кубок Династії 1998                   | -    | 71'      |
| 1-4-1998   | Сеул         | Південна Корея     | 2 – 1                 | Японія            | товариський матч                      | 1    | 78'      |
| 15-4-1998  | Братислава   | Словаччина         | 0 – 0                 | Південна Корея    | товариський матч                      | -    |          |
| 18-4-1998  | Скоп'є       | Північна Македонія | 2 – 2                 | Південна Корея    | товариський матч                      | -    |          |
| 22-4-1998  | Белград      | Югославія          | 3 – 1                 | Південна Корея    | товариський матч                      | -    |          |
| 16-5-1998  | Сеул         | Південна Корея     | 2 – 1                 | Ямайка            | товариський матч                      | -    |          |
| 19-5-1998  | Сеул         | Південна Корея     | 0 – 0                 | Ямайка            | товариський матч                      | -    |          |
| 27-5-1998  | Сеул         | Південна Корея     | 2 – 2                 | Чехія             | товариський матч                      | -    |          |
| 4-6-1998   | Сеул         | Південна Корея     | 1 – 1                 | КНР               | Щорічний матч Корея-Китай             | -    | 46'      |
| 13-6-1998  | Ліон         | Південна Корея     | 1 – 3                 | Мексика           | ЧС 1998 - 1-й етап                    | -    |          |
| 20-6-1998  | Марсель      | Нідерланди         | 5 – 0                 | Південна Корея    | ЧС 1998 - 1-й етап                    | -    |          |
| 25-6-1998  | Париж        | Бельгія            | 1 – 1                 | Південна Корея    | ЧС 1998 - 1-й етап                    | -    |          |
| 2-12-1998  | Накхонсаван  | Південна Корея     | 2 – 3                 | Туркменістан      | Азійські ігри 1998                    | -    | 69'      |
| 4-12-1998  | Накхонсаван  | В'єтнам            | 0 – 4                 | Південна Корея    | Азійські ігри 1998                    | 1    | 45'      |
| 7-12-1998  | Бангкок      | Південна Корея     | 2 – 0                 | Японія            | Азійські ігри 1998                    | -    |          |
| 9-12-1998  | Бангкок      | ОАЕ                | 1 – 2                 | Південна Корея    | Азійські ігри 1998                    | 1    |          |
| 11-12-1998 | Бангкок      | Південна Корея     | 1 – 0                 | Кувейт            | Азійські ігри 1998                    | -    |          |
| 14-12-1998 | Бангкок      | Таїланд            | 2 – 1                 | Південна Корея    | Азійські ігри 1998                    | 1    | 55'      |
| 28-3-1999  | Сеул         | Південна Корея     | 1 – 0                 | Бразилія          | товариський матч                      | -    | 84'      |
| 5-6-1999   | Сеул         | Південна Корея     | 1 – 2                 | Бельгія           | товариський матч                      | -    | 32'      |
| 15-2-2000  | Лос-Анджелес | Канада             | 0 – 0                 | Південна Корея    | Кубок КОНКАКАФ 2000 - 1-й етап        | -    |          |
| 17-2-2000  | Лос-Анджелес | Південна Корея     | 2 – 2                 | Коста-Рика        | Кубок КОНКАКАФ 2000 - 1-й етап        | -    | 60'      |
| 26-4-2000  | Сеул         | Південна Корея     | 1 – 0                 | Японія            | товариський матч                      | -    | 77'      |
| 4-10-2000  | Абу-Дабі     | ОАЕ                | 1 – 1 д.ч. (3-2 п.п.) | Південна Корея    | Кубок LG                              | -    | 65'      |
| 7-10-2000  | Абу-Дабі     | Південна Корея     | 4 – 2                 | Австралія         | Кубок LG                              | -    | 74'      |
| 13-10-2000 | Триполі      | Південна Корея     | 2 – 2                 | КНР               | Кубок Азії 2000 - 1-й етап            | -    | 40' 60'  |
| 17-10-2000 | Триполі      | Південна Корея     | 0 – 1                 | Кувейт            | Кубок Азії 2000 - 1-й етап            | -    |          |
| 19-10-2000 | Триполі      | Південна Корея     | 3 – 0                 | Індонезія         | Кубок Азії 2000 - 1-й етап            | -    | 57'      |
| 26-10-2000 | Бейрут       | Південна Корея     | 1 – 2                 | Саудівська Аравія | Кубок Азії 2000 - півфінал            | -    | 58'      |
| 29-10-2000 | Бейрут       | КНР                | 0 – 1                 | Південна Корея    | Кубок Азії 2000 - Матч за третє місце | -    | 46' 89'  |
| 20-12-2000 | Токіо        | Японія             | 1 – 1                 | Південна Корея    | товариський матч                      | -    | 85'      |
| 24-1-2001  | Гонконг      | Південна Корея     | 2 – 3                 | Норвегія          | Кубок Carlsberg                       | -    | 85'      |
| 27-1-2001  | Гонконг      | Парагвай           | 1 – 1 д.ч. (5-6 п.п.) | Південна Корея    | Кубок Carlsberg                       | -    |          |
| 11-2-2001  | Дубай        | ОАЕ                | 1 – 4                 | Південна Корея    | Кубок Emirates                        | -    |          |
| 25-5-2001  | Сувон        | Південна Корея     | 0 – 0                 | Камерун           | товариський матч                      | -    |          |
| 30-5-2001  | Тегу         | Франція            | 5 – 0                 | Південна Корея    | Кубок Конфедерацій                    | -    |          |
| 1-6-2001   | Ульсан       | Південна Корея     | 2 – 1                 | Мексика           | Кубок Конфедерацій                    | 1    |          |
| 13-11-2001 | Кванджу      | Південна Корея     | 1 – 1                 | Хорватія          | товариський матч                      | -    |          |
| 9-12-2001  | Согвіпхо     | Південна Корея     | 1 – 0                 | США               | товариський матч                      | 1    |          |
| 19-1-2002  | Пасадена     | США                | 2 – 1                 | Південна Корея    | Кубок КОНКАКАФ 2002 - 1-й етап        | -    |          |
| 23-1-2002  | Пасадена     | Південна Корея     | 0 – 0                 | Куба              | Кубок КОНКАКАФ 2002 - 1-й етап        | -    |          |
| 20-3-2002  | Картагена    | Фінляндія          | 0 – 2                 | Південна Корея    | товариський матч                      | -    | 79'      |
| 26-3-2002  | Бохум        | Південна Корея     | 0 – 0                 | Туреччина         | товариський матч                      | -    |          |
| 27-4-2002  | Інчхон       | Південна Корея     | 0 – 0                 | КНР               | товариський матч                      | -    | 62'      |
| 16-5-2002  | Пусан        | Південна Корея     | 4 – 1                 | Шотландія         | товариський матч                      | -    |          |
| 21-5-2002  | Согвіпхо     | Південна Корея     | 1 – 1                 | Англія            | товариський матч                      | -    |          |
| 26-5-2002  | Сувон        | Південна Корея     | 2 – 3                 | Франція           | товариський матч                      | -    |          |
| 4-6-2002   | Пусан        | Південна Корея     | 2 – 0                 | Польща            | ЧС 2002 - 1-й етап                    | 1    |          |
| 10-6-2002  | Тегу         | Південна Корея     | 1 – 1                 | США               | ЧС 2002 - 1-й етап                    | -    | 61'      |
| 14-6-2002  | Інчхон       | Португалія         | 0 – 1                 | Південна Корея    | ЧС 2002 - 1-й етап                    | -    | 69'      |
| 18-6-2002  | Теджон       | Південна Корея     | 2 – 1                 | Італія            | ЧС 2002 - 1/8 фіналу                  | -    |          |
| 22-6-2002  | Кванджу      | Іспанія            | 0 – 0 д.ч. (3-5 п.п.) | Південна Корея    | ЧС 2002 - чвертьфінал                 | -    | 52' 60'  |
| 25-6-2002  | Сеул         | Німеччина          | 1 – 0                 | Південна Корея    | ЧС 2002 - півфінал                    | -    |          |
| 29-6-2002  | Тегу         | Південна Корея     | 2 – 3                 | Туреччина         | ЧС 2002 - матч за третє місце         | -    |          |
| 20-11-2002 | Сеул         | Південна Корея     | 2 – 3                 | Бразилія          | товариський матч                      | -    |          |
| 29-3-2003  | Пусан        | Південна Корея     | 0 – 0                 | Колумбія          | товариський матч                      | -    |          |
| 16-4-2003  | Сеул         | Південна Корея     | 0 – 1                 | Японія            | товариський матч                      | -    | 82'      |
| 31-5-2003  | Токіо        | Японія             | 0 – 1                 | Південна Корея    | товариський матч                      | -    |          |
| 8-6-2003   | Сеул         | Південна Корея     | 0 – 2                 | Уругвай           | товариський матч                      | -    |          |
| 11-6-2003  | Сеул         | Південна Корея     | 0 – 1                 | Аргентина         | товариський матч                      | -    |          |
| 18-11-2003 | Сеул         | Південна Корея     | 0 – 1                 | Болгарія          | товариський матч                      | -    |          |
| 4-12-2003  | Токіо        | Гонконг            | 1 – 3                 | Південна Корея    | Кубок Східної Азії 2003               | -    |          |
| 7-12-2003  | Сайтама      | Південна Корея     | 1 – 0                 | КНР               | Кубок Східної Азії 2003               | 1    |          |
| 10-12-2003 | Йокогама     | Японія             | 0 – 0                 | Південна Корея    | Кубок Східної Азії 2003               | -    |          |
| 28-4-2004  | Інчхон       | Південна Корея     | 0 – 0                 | Парагвай          | товариський матч                      | -    | 85'      |
| 5-6-2004   | Тегу         | Південна Корея     | 2 – 1                 | Туреччина         | товариський матч                      | 1    |          |
| 9-6-2004   | Теджон       | Південна Корея     | 2 – 0                 | В'єтнам           | Відбір до ЧС 2006                     | -    |          |
| 13-10-2004 | Бейрут       | Ліван              | 1 – 1                 | Південна Корея    | Відбір до ЧС 2006                     | -    |          |
| 17-11-2004 | Сеул         | Південна Корея     | 2 – 0                 | Мальдіви          | Відбір до ЧС 2006                     | -    |          |
| 4-2-2005   | Сеул         | Південна Корея     | 0 – 1                 | Єгипет            | товариський матч                      | -    | 46'      |
| 20-3-2005  | Сеул         | Південна Корея     | 1 – 0                 | Буркіна-Фасо      | товариський матч                      | -    |          |
| 25-3-2005  | Ед-Даммам    | Саудівська Аравія  | 2 – 0                 | Південна Корея    | Відбір до ЧС 2006                     | -    | 68'      |
| 30-3-2005  | Сеул         | Південна Корея     | 2 – 1                 | Узбекистан        | Відбір до ЧС 2006                     | -    |          |
| 3-6-2005   | Ташкент      | Узбекистан         | 1 – 1                 | Південна Корея    | Відбір до ЧС 2006                     | -    | 87'      |
| Усього     |              | Матчів             | 124                   |                   | Голів                                 | 18   |          |

## Досягнення

### Командні
- Чемпіон Південної Кореї:

«Ульсан Хьонде»: 1996, 2005
- Чемпіон Японії:

«Йокогама Ф. Марінос»: 2003, 2004
- Бронзовий призер Кубка Азії: 2000
- Переможець Кубка Східної Азії: 2003

### Особисті
- Найкращий бомбардир К-Ліги: 1998